# Leonhard Schorer
Jhr. mr. Leonhard Schorer (Huis Torenvliet, Koudekerke, 2 april 1848 – Middelburg, 8 november 1907) was een Nederlands burgemeester.

## Biografie
Schorer was een lid van de familie Schorer en een zoon van jhr. mr. Jan Cornelis Schorer, heer van de beide Souburgen (1801-1856), lid van Provinciale Staten en van de Ridderschap van Zeeland, en jkvr. Mary Vincentia de Jonge (1816-1882), lid van de familie De Jonge, en een kleinzoon van jhr. mr. Jacob Hendrik Schorer (1760-1822), pensionaris en  burgemeester van Middelburg en gouverneur van Zeeland.
Hij studeerde rechten te Utrecht en hij promoveerde in 1873 op Stellingen ter verkrijging van den graad van doctor in het Romeinsch en hedendaagsch regt. Van 1877 tot 1880 was hij burgemeester van Axel, van 1880 tot 1887 van Culemborg om vanaf 1887 tot zijn overlijden burgemeester van Middelburg te zijn.
Hij trouwde in 1873 met Elsiena Hendrika Reinhardina van der Plaat (1845-1922), lid van de familie Van der Plaat, met wie hij drie kinderen kreeg. Hun derde en jongste kind, jkvr. Mary Vincentia Schorer (1871-1914), trouwde in 1902 met prof. dr. Johan Huizinga (1872-1945).